# Маврогенус, Манто
Манто́ Мавроге́нус (греч. Μαντώ Μαυρογένους) (1796 — июль 1840) — национальная героиня Греции, участница войны за освобождение, отдавшая всё своё состояние на борьбу с Османской империей.

## Биография
Манто Маврогенус родилась в Триесте в купеческой семье. Она воспитывалась в аристократическом окружении, в колледже изучала классическую греческую философию и историю, а также свободно говорила на французском, итальянском и турецком языках.
В 1809 году она с семьёй переехала на остров Парос. От своего отца она узнала, что тайная организация Филики Этерия (Дружеское общество) готовит восстание с целью свержения Османского ига. После смерти отца в 1818 году она переехала на остров Тинос. С началом освободительной войны она переехала на остров Миконос и примкнула к повстанцам.
За свой счёт она оснастила 2 корабля, которые совершали набеги на турок, оккупировавших остров Миконос. Манто желала самолично принять участие в военных действиях, но из-за чрезмерной полноты ей было тяжело даже самостоятельно передвигаться. И прежде известная своим обжорством она стала питаться только хлебом и зеленью. За год её вес уменьшился со 350 фунтов до 110. И после этого Манто Маврогенус смогла самолично возглавить восстание против турок. 22 октября 1822 года остров Миконос был освобождён от турок. Кроме того, Манто Маврогенус на свои средства организовала отряд из 150 человек, для участия в освобождении Пелопоннеса, а также направила финансовую помощь повстанцам, защищавшим остров Самос.
Организованная ею армия флотилия из нескольких кораблей приняла участие в ряде сражений освободительной войны. Все свои средства и драгоценности она обратила на финансирование своих отрядов: закупалось оружие, боеприпасы провиант.
С целью сбора средств для финансирования восстания она поехала в Европу и выступила с обращением к женщинам Парижа, призывая помочь греческому народу в его борьбе. В 1823 году она приехала в Нафплион, чтобы быть в центре борьбы против Османского ига. Там она встретилась с Дмитрием Ипсиланти. Они прожили вместе с ним несколько лет. После расставания с ним, она жила в бедности, так как все свои средства она потратила на освободительную войну против Османской империи и была в долгах. После окончания войны ей было присвоено звание генерал-лейтенант. Она скончалась на Паросе в июле 1840 года в нищете.

## Память
- В Афинах ей установлен бюст.
- В городе Хора на острове Миконос её именем названа улица, на которой установлен бюст героини.
- Её изображение чеканилось на монетах 2 драхмы.